# Miroslav (district de Znojmo)
Pour les articles homonymes, voir Miroslav.
Miroslav (en allemand : Mißlitz ou Mislitz) est une ville du district de Znojmo, dans la région de Moravie-du-Sud, en République tchèque. Sa population s'élevait à 3 100 habitants en 2024.

## Géographie
Miroslav se trouve à 12 km au sud de Moravský Krumlov, à 22 km au nord-est de Znojmo, à 35 km au sud-ouest de Brno et à 182 km au sud-est de Prague.
La commune est limitée par Kadov et Miroslavské Knínice au nord, par Suchohrdly u Miroslavi et Damnice à l'est, par Dolenice et Mackovice au sud, et par Oleksovice et Hostěradice à l'ouest.

## Histoire
La première mention écrite de la localité date de 1222.
Timbre-poste : le nom Misslitz en usage dans l'empire d'Autriche, ici en 1861 :

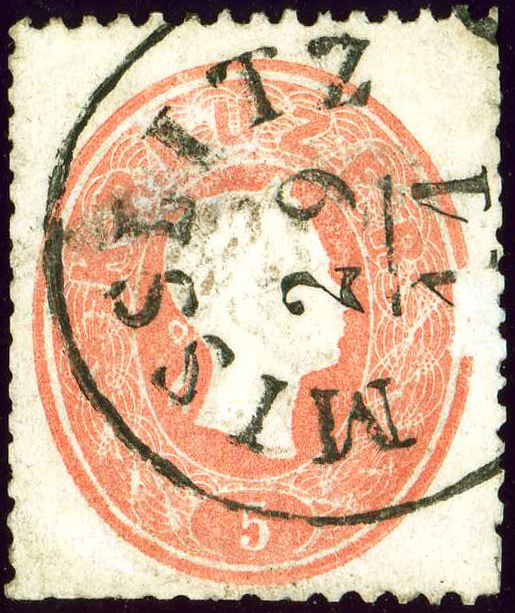
Timbre de 1861 portant la marque « Misslitz ».

## Administration
La commune se compose de deux sections :
- Kašenec
- Miroslav

## Galerie

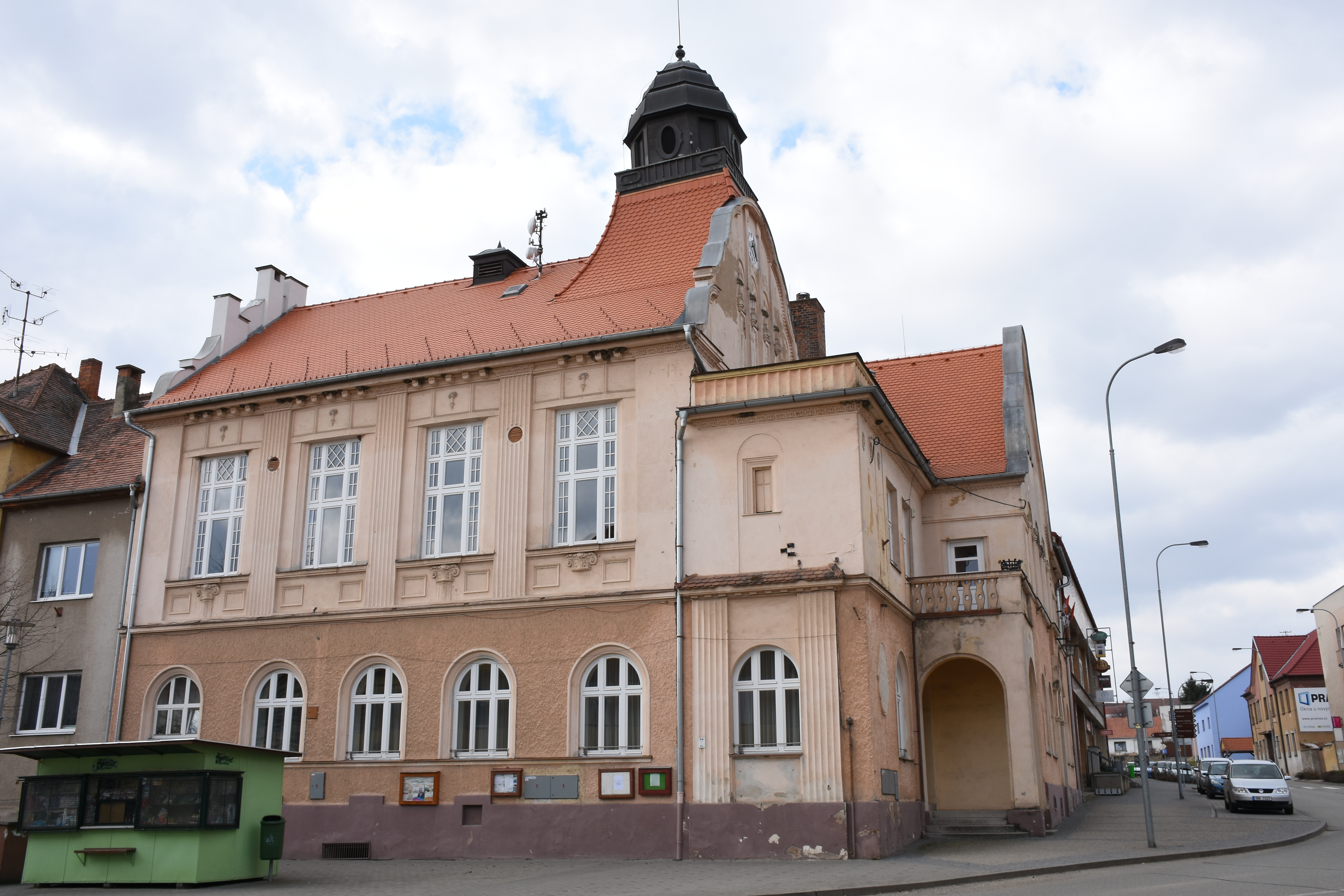
Hôtel de ville.
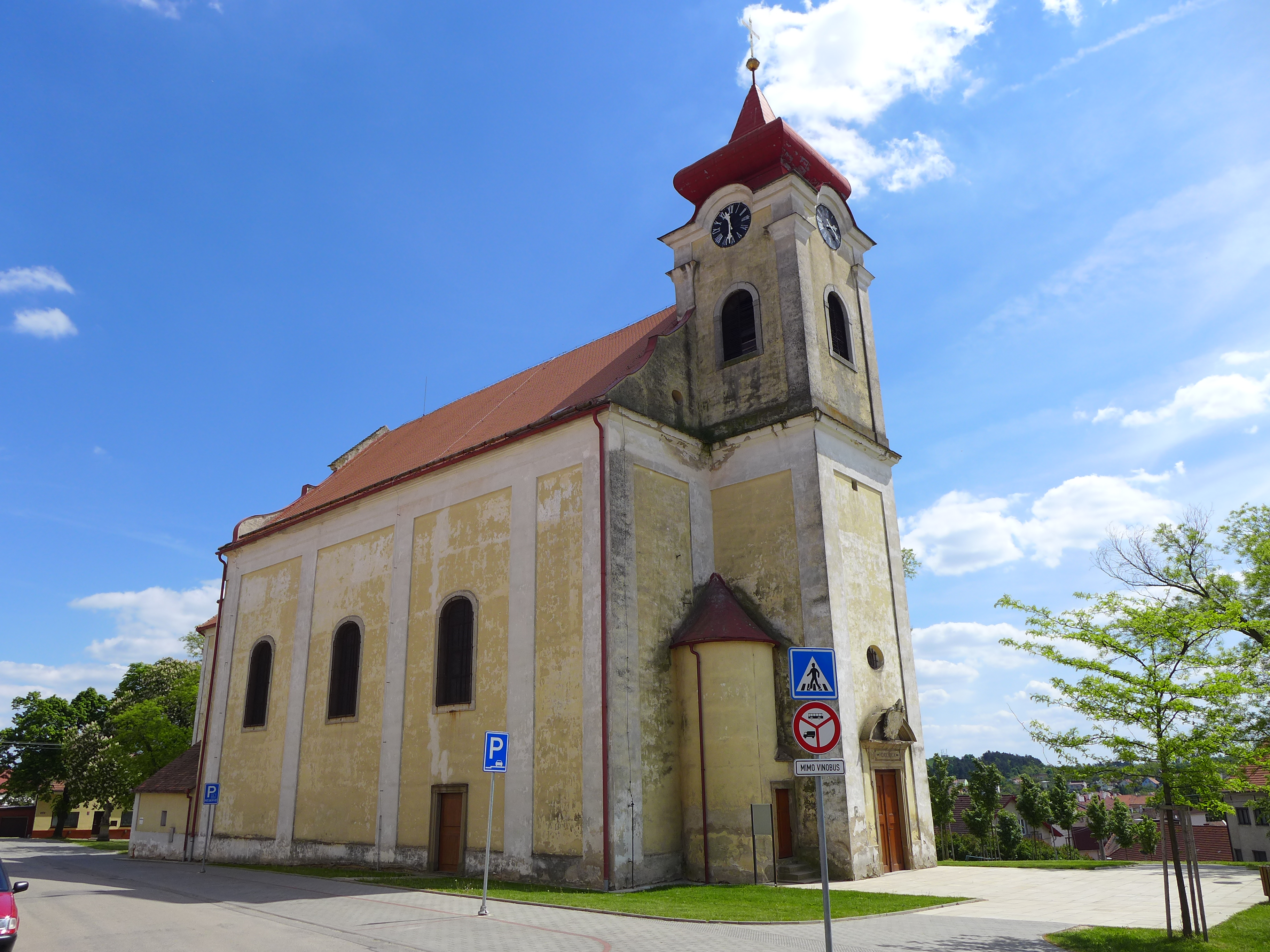
Église Saints-Pierre-et-Paul.

## Transports
Par la route, Miroslav se trouve à 14 km de Moravský Krumlov, à 25 km de Znojmo, à 45 km de Brno et à 221 km de Prague.